# Zawór motylkowy

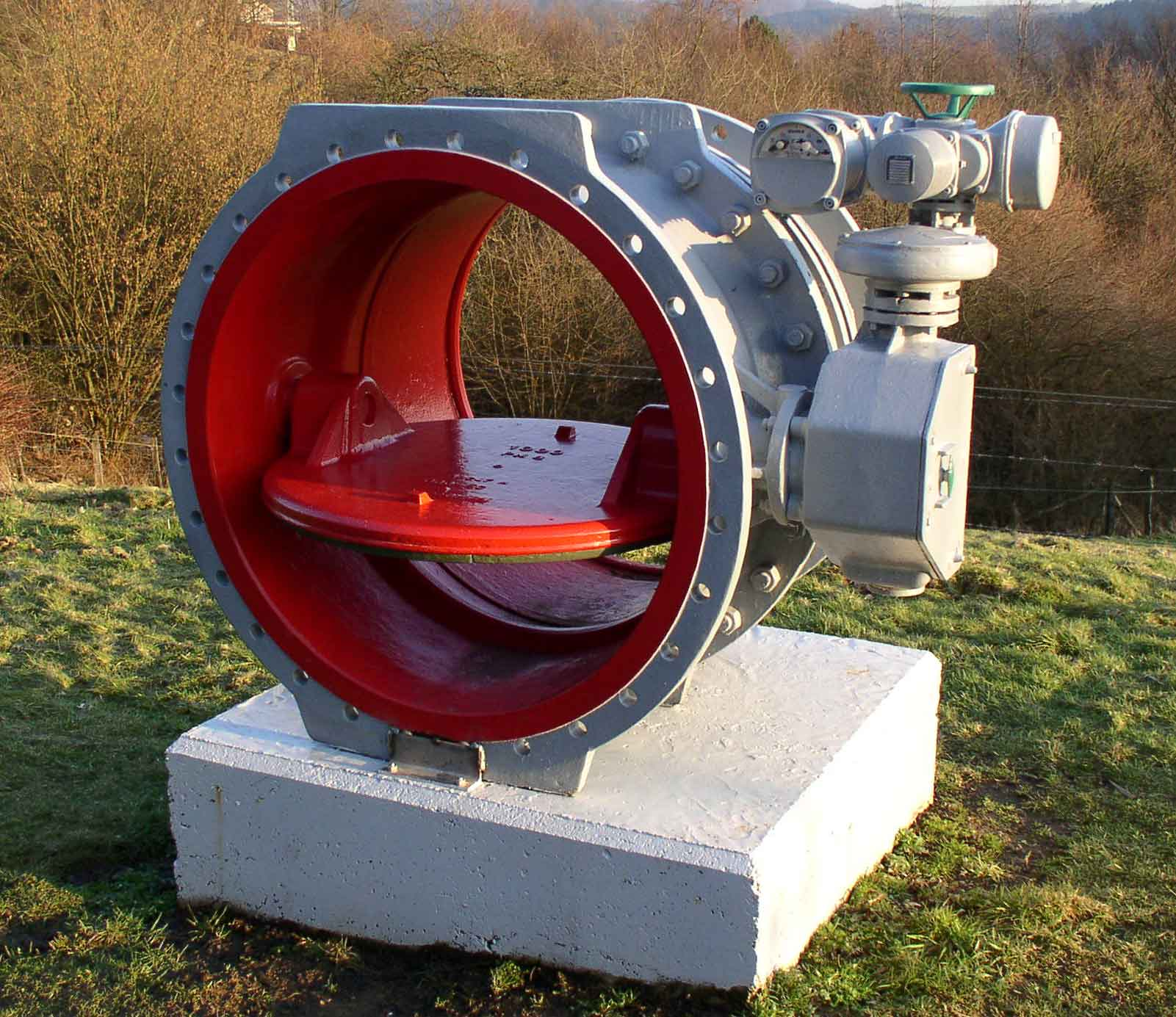
Zawór motylkowy (o połączeniu kołnierzowym) z siłownikiem

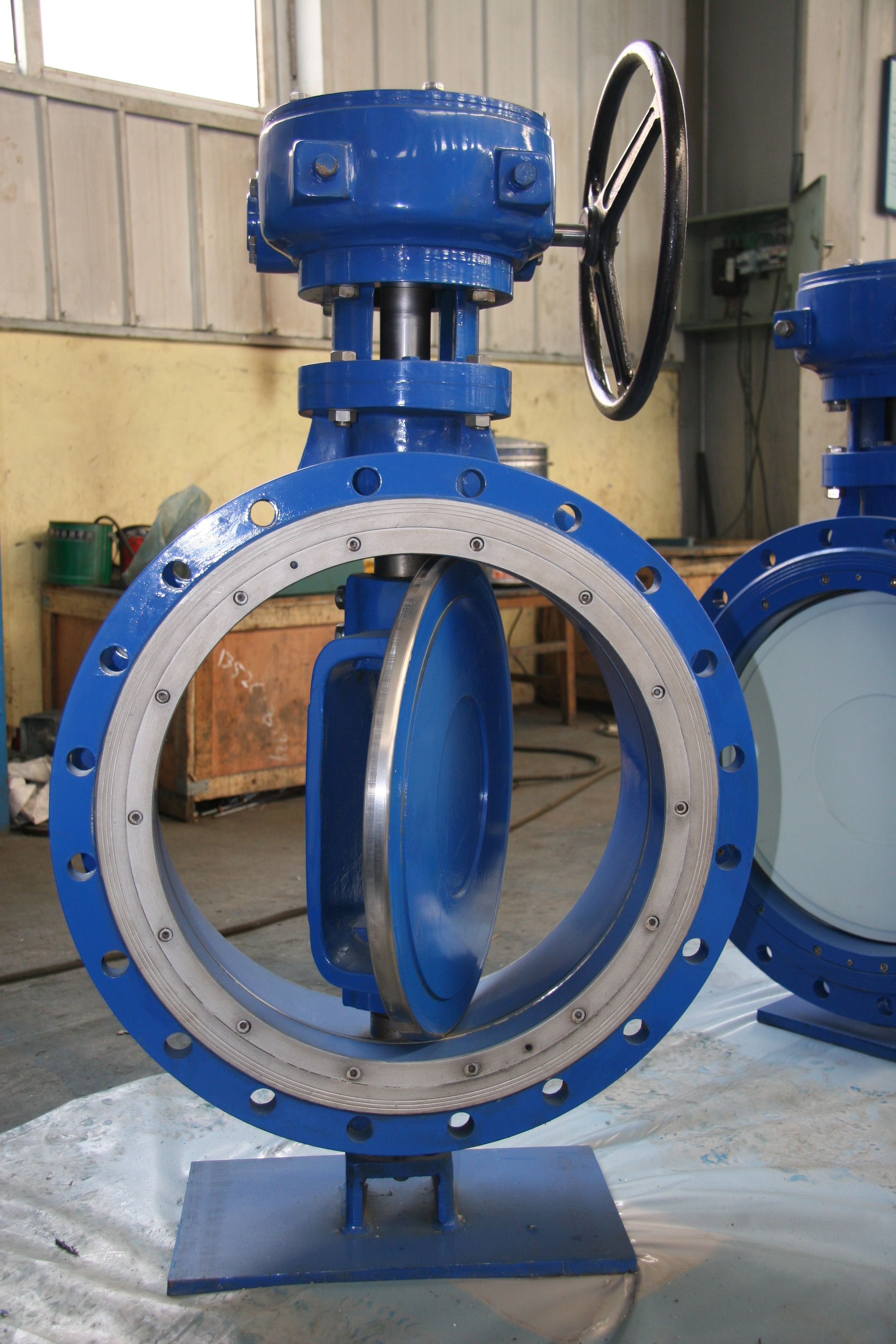
Zawór motylkowy (o połączeniu kołnierzowym) z mechanizmem ręcznym

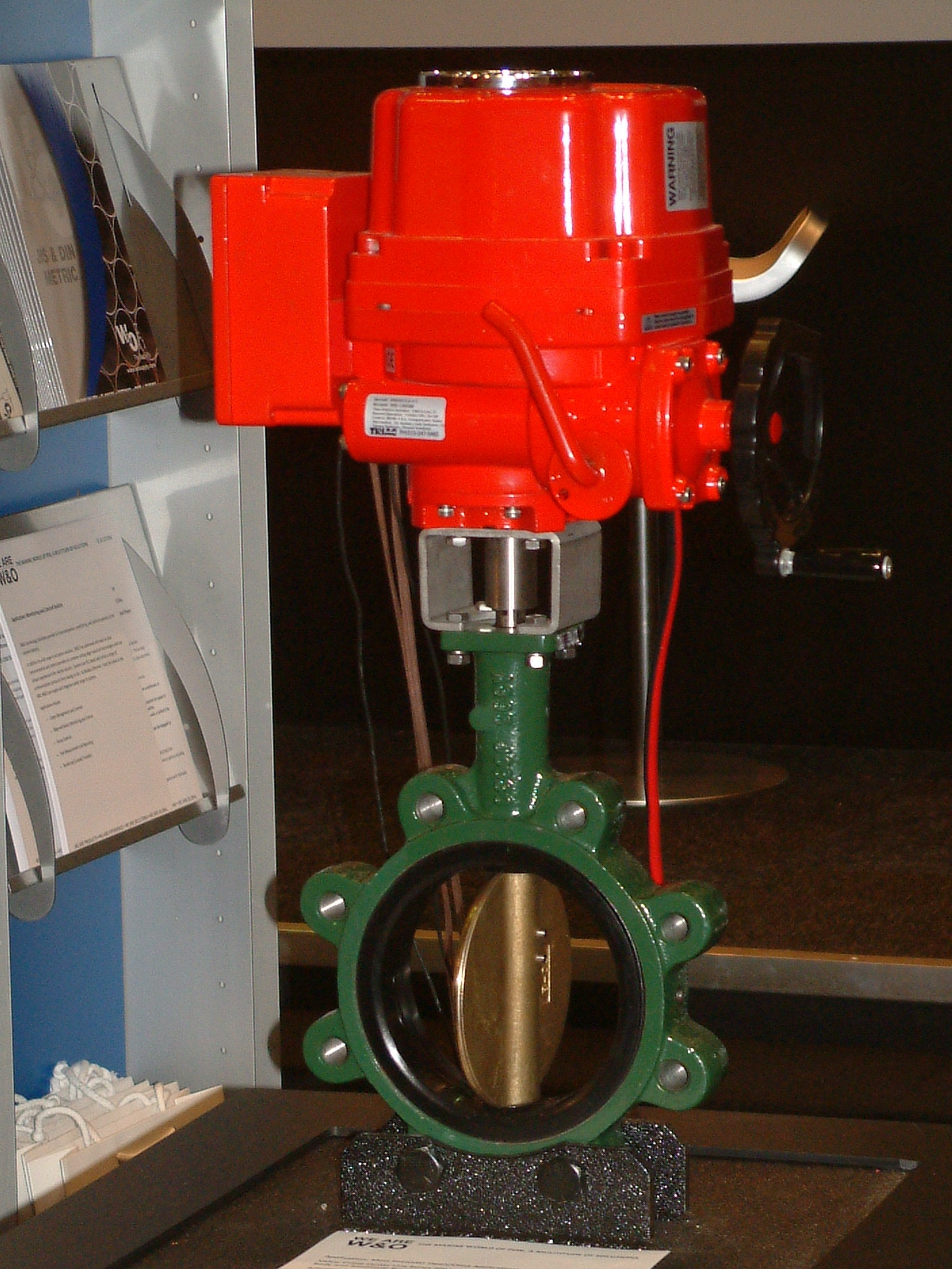
Zawór motylkowy (o budowie międzykołnierzowej z uszami) z siłownikiem

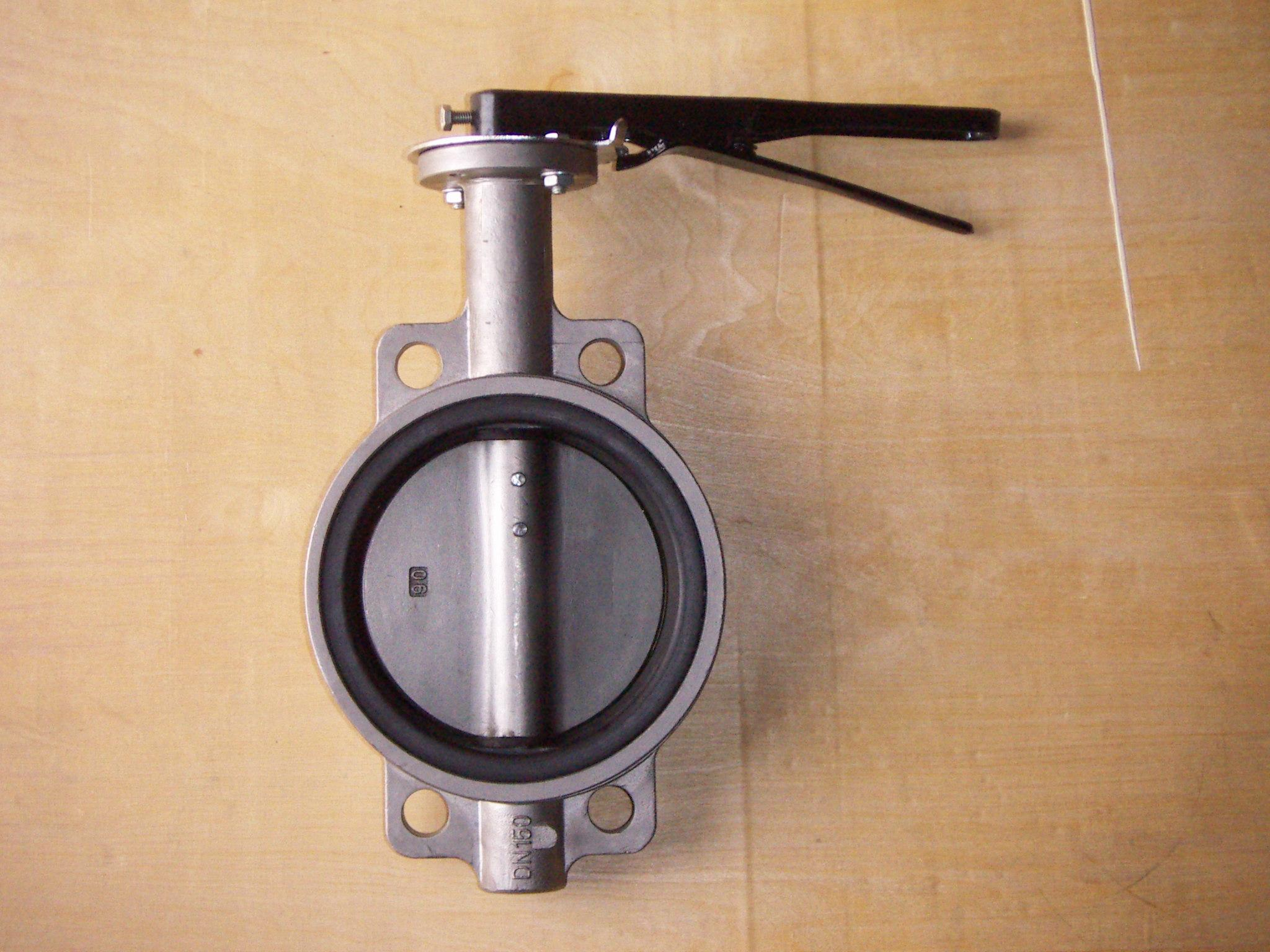
Zawór motylkowy (o budowie międzykołnierzowej pierścieniowej) z mechanizmem ręcznym

Zawór motylkowy – zawór, którego elementem regulującym przepływ jest dysk obracający się wokół osi będącej średnicą dysku. Dysk jest połączony z wałem, który wychodzi na zewnątrz rury. Do wału przyłączony jest siłownik sterujący zaworem. W zaworach małej średnicy obrót dysku może być realizowany poprzez mechanizm ręczny. Nazwa zaworu nawiązuje do charakterystycznej budowy zaworu przypominającej motyla.
Konstrukcja sprawia, że zawór dobrze nadaje się do całkowitego odcinania przepływu płynów. Dysk ustawiony jest wtedy w pozycji prostopadłej do przepływu płynów, całkowicie blokując prześwit rury.

## Budowa
Centralny element zaworu motylkowego stanowi cylindryczny korpus (ang. body). To wielkość tego elementu określa rozmiar zaworu (wyrażony jako rozmiar średnicy, np. DN100). Wewnątrz korpusu zainstalowany jest wał (ang. stem), do którego przytwierdzony jest dysk, który zamyka lub otwiera dopływ płynu. Wał musi być połączony z korpusem w sposób umożliwiający swobodny obrót. Jeden z końców wału połączony jest z korpusem łożyskiem. Drugi koniec przechodzi przez korpus umożliwiając połączenie z układem sterującym (siłownikiem lub mechanizmem ręcznym). Aby zapewnić szczelność zaworu względem środowiska zewnętrznego wał uszczelniony jest dławikiem (ang. gland) znajdującym się pomiędzy korpusem a siłownikiem.
Miejsce, w którym dysk łączy się z korpusem w pozycji całkowicie zamkniętej nazywa się siedziskiem (ang. seat). To konstrukcja tego elementu ma największy wpływ na szczelność zaworu. W przypadku zaworów pracujących przy małych temperaturach i ciśnieniach uszczelki stosowane do uszczelnienia siedziska wykonane są z gumy lub tworzyw sztucznych. W cięższych warunkach pracy konieczne staje się stosowanie uszczelnień twardych (np. metalowych).

## Rodzaje konstrukcji
Ze względu na rodzaj połączenia wyróżnia się trzy rodzaje konstrukcji:
- kołnierzową (ang. flanged) – przymocowywaną do rur przy pomocy kołnierzy
- międzykołnierzową pierścieniową (ang. wafer) – nie posiadającą kołnierzy, instalowaną pomiędzy kołnierzami dwóch rur[a]
- międzykołnierzową z uszami (ang. lug) – nie posiadającą kołnierzy, ale posiadającą uszy z gwintem, dzięki czemu zawór może być przymocowany do kołnierzy rur oddzielnymi śrubami dla każdego kołnierza (w przypadku konieczności rozmontowania układu możliwe jest odłączenie tylko jednej rury)[a]

Ze względu na położenie dysku wyróżnia się trzy rodzaje konstrukcji:
- współśrodkową (współosiową, ang. concentric) – najprostszy typ konstrukcji – z wałem zainstalowanym dokładnie w środku dysku
- podwójnie niewspółśrodkową (podwójnie niewspółosiową, ang. double eccentric) – w których, w celu uzyskania większej szczelności, przesunięto położenie wału względem dysku w dwóch płaszczyznach – wzdłuż osi wyznaczonej przez kierunek przepływu płynu (wał znajduje się "za dyskiem", nie w jego środku) oraz względem płaszczyzny przekroju rury (wał nie stanowi średnicy dysku, a jego cięciwę)[a]
- potrójnie niewspółśrodkową (potrójnie niewspółosiową, ang. triple eccentric) – dodatkową modyfikacją jest przesunięcie osi ścięcia dysku[a]

## Charakterystyka
Zawory motylkowe charakteryzują się następującymi zaletami:
- niski spadek ciśnienia
- możliwość stosowania dla szerokiego spektrum ciśnień i temperatur
- lekka konstrukcja
- możliwość zainstalowania na krótkim odcinku rury
- szybkie w działaniu (ćwierć obrotu całkowicie odcina przepływ)
- bardzo duża dostępność na rynku (nawet dla bardzo dużych rozmiarów)

Wadami tego typu zaworów są z kolei:
- możliwość wystąpienia kawitacji i przepływu dławionego
- ruch dysku jest bardzo podatny na turbulencje płynów (zawory te nie mogą być instalowane zbyt blisko źródła turbulencji, np. pomp)
- możliwość kontroli przepływu płynów w wąskim zakresie i dla niskich spadków ciśnienia
- ścieranie się materiału uszczelniającego na skutek ruchów obrotowych dysku, które może prowadzić do nieszczelności (zwłaszcza przy częstych cyklach pracy)
- położenie dysku uniemożliwia skuteczne czyszczenie rury

## Standardy i specyfikacje
Przykładami standardów stosowanych do projektowania zaworów motylkowych są:
- C504-94: AWWA Standard for Rubber-Seated Butterfly Valves
- API609: Butterfly Valves: Double Flanged, Lug- and Wafer-Type
- MSS-SP-68: High Pressure-Offset Seat Butterfly Valves